# Kudmukhi
Kudmukhi, Kutmukhi o Kadmukhi (Kadmuhu) fou un estat tribal establert a la zona de la riba dreta del Tigris superior. Els seus habitants eren anomenats cadmuqueus o qudmuqueus.
El grup tribal s'esmenta ja abans del 1300 aC quan els assiris els van combatre. El país apareix en temps de Tukultininurta I (vers 1235-1196 aC), que hi va fer una campanya en la qual va conquerir cinc fortaleses. Ashurdan I (935-912 aC) va derrotar el rei de Kadmuhu, al que va matar i la seva pell fou penjada a les muralles d'Arbela. Fou atacat altre cop per Adadnirari II vers el 905 aC, quan el país hauria estat sotmès.